# Actizera taygetica
Actizera taygetica är en fjärilsart som beskrevs av Hans Rebel 1902. Actizera taygetica ingår i släktet Actizera och familjen juvelvingar. Inga underarter finns listade i Catalogue of Life.